# Dagnam
Dagnam (nep. दग्नाम) – gaun wikas samiti w zachodniej części Nepalu w strefie Dhawalagiri w dystrykcie Myagdi. Według nepalskiego spisu powszechnego z 2001 roku liczył on 308 gospodarstw domowych i 1280 mieszkańców (700 kobiet i 580 mężczyzn).